# 4L Trophy

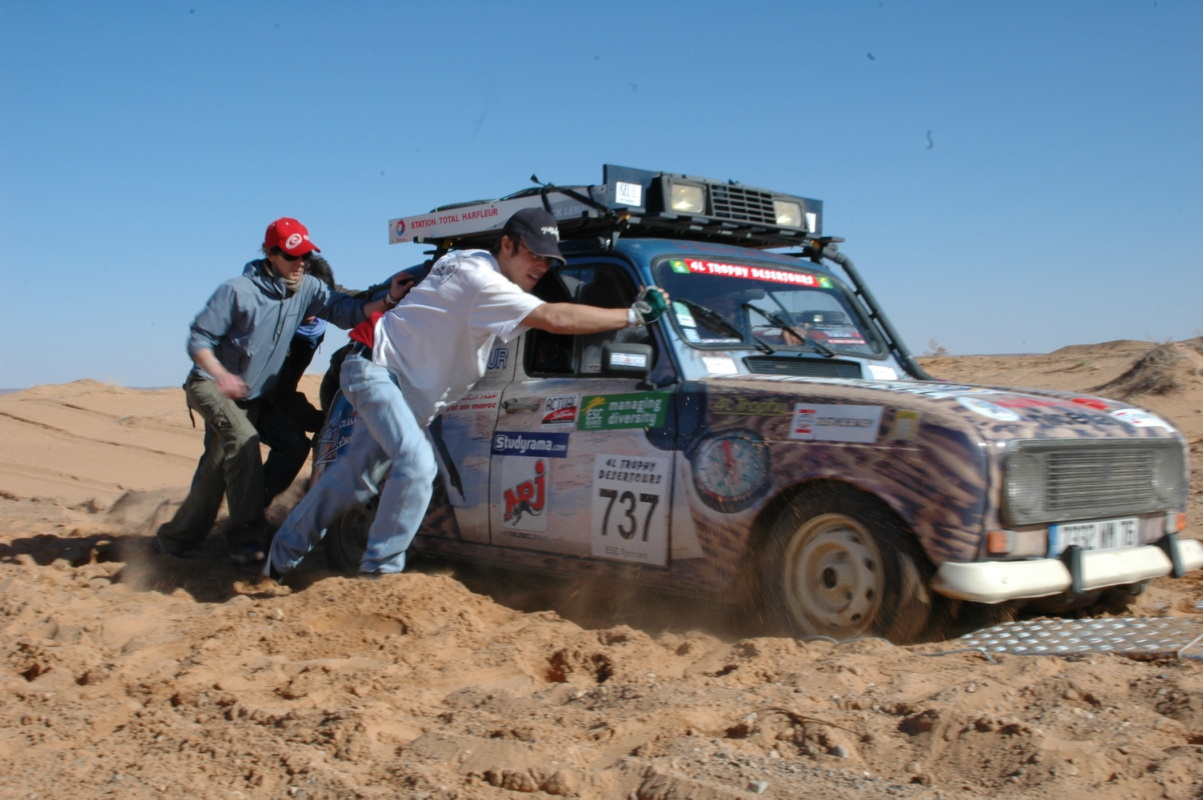
Festgefahrener R4 in der Marokkanischen Wüste, 2008

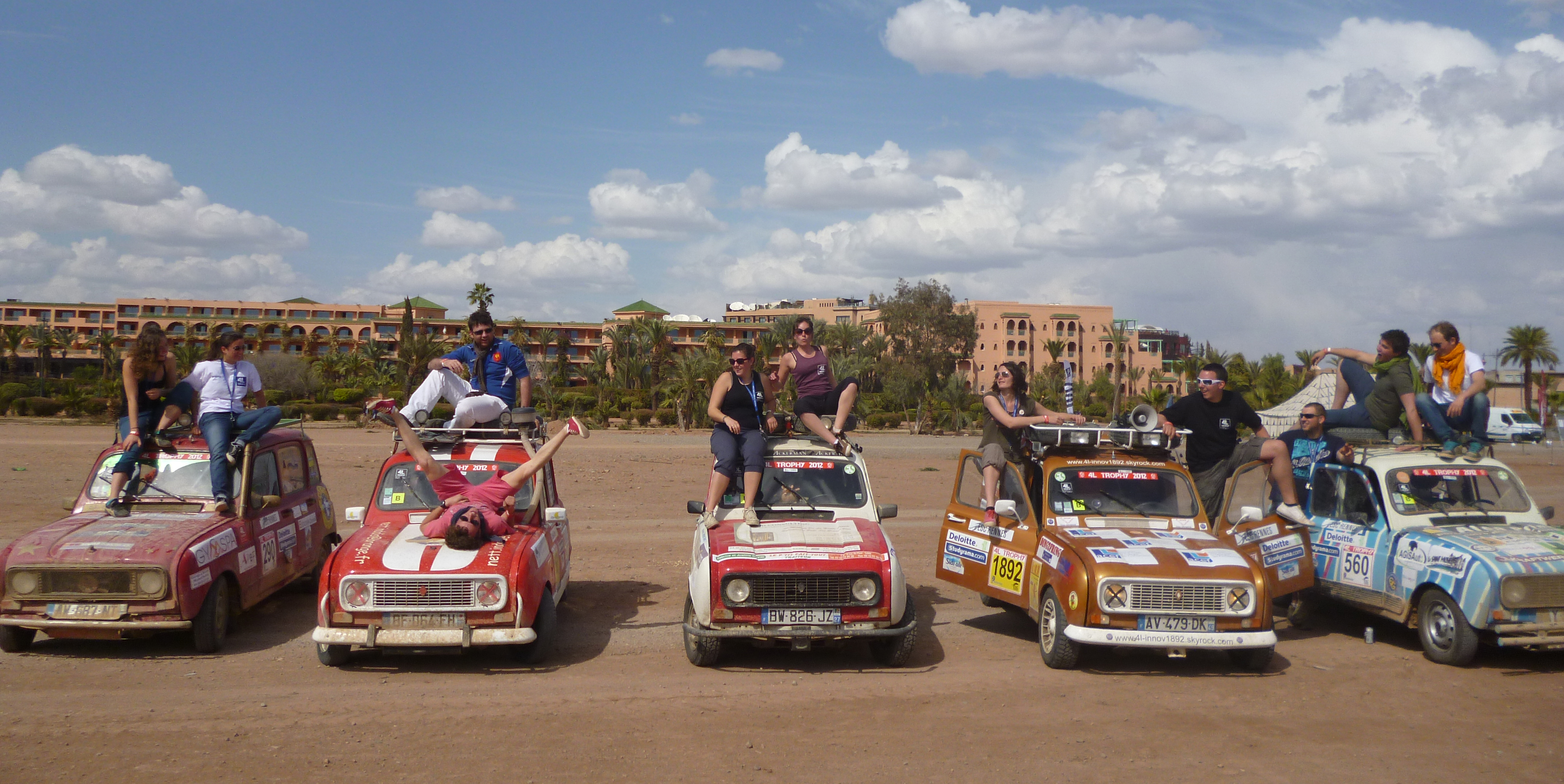
Gruppe von Fahrern nach ihrer Ankunft in Marrakesch, 2012

Die 4L Trophy ist eine rund 6.000 km lange Wüstenrallye von Frankreich nach Marrakesch. Zur Rallye sind ausschließlich Fahrzeuge vom Typ Renault 4 zugelassen. Das Alter der Teilnehmer ist beschränkt von 18 bis maximal 28 Jahre und jedes Team muss mindestens 50 kg Bildungsmaterialien für Schulkinder in Marokko mit sich führen. Der Veranstalter sieht die 4L Trophy als größte Sport- und Solidaritätsveranstaltung in Europa. Die erste Veranstaltung fand 1998 statt. Zur Veranstaltung 2007 wurden über 700 Fahrzeuge angemeldet, zur 2019er Edition bereits mehr als 1000 Fahrzeuge. Die 4L Trophy 2020 begann mit der technischen- und Dokumentenabnahme in Biarritz. Danach fuhren die Teilnehmer zusammen von Algeciras per Fähre nach Marokko, wo die eigentliche Rallye startete.